# Black (computerspel)
Black is een first-person shooter ontwikkeld door Criterion Games en uitgegeven door Electronic Arts. Het spel kwam in Europa uit op 24 februari 2006 voor Xbox en PlayStation 2.

## Ontvangst
| Beoordeeld door | Jaar | Platform      | Score |
| --------------- | ---- | ------------- | ----- |
| Gamer Within    | 2006 | PlayStation 2 | 90%   |
| Game Chronicles | 2006 | PlayStation 2 | 88%   |
| XGP Gaming      | 2006 | PlayStation 2 | 86%   |
| Game Freaks 365 | 2006 | PlayStation 2 | 85%   |
| GameSpy         | 2006 | Xbox          | 80%   |
| DreamStation.cc | 2006 | PlayStation 2 | 80%   |
| Gaming Target   | 2006 | Xbox          | 80%   |
| Yiya            | 2006 | Xbox          | 73%   |
| GameDaily       | 2006 | Xbox          | 70%   |
| Factornews      | 2006 | Xbox          | 50%   |

## Trivia
- Het spel komt voor in het boek 1001 Video Games You Must Play Before You Die van Tony Mott.